# Vara (Fluss)
Der Vara ist ein Fluss in der italienischen Region Ligurien. Er verläuft ausschließlich in der Provinz La Spezia. Mit einer Länge von 58 Kilometern ist der Vara der längste Fluss Liguriens.

## Verlauf
Der Vara entspringt am Monte Zatta, im Ligurischen Apennin, auf einer Höhe von 1404 Metern über dem Meeresniveau. Er durchfließt auf 58 Kilometern Länge das Val di Vara, dem er seinen Namen gibt. Am Oberlauf des Flusses wird der Abfluss von einigen künstlich angelegten Staubecken unterbrochen und reguliert. Ab der Ortschaft Borghetto di Vara bis zur Mündung in der Magra verläuft der Vara parallel zur ligurischen Küste, hier der Riviera di Levante. Im Abschnitt zwischen Borghetto di Vara und Varese Ligure biegt der Fluss leicht in nördliche Richtung ab.
Der Vara mündet bei Santo Stefano di Magra in den Fluss Magra, dessen größter rechter Nebenfluss er darstellt.

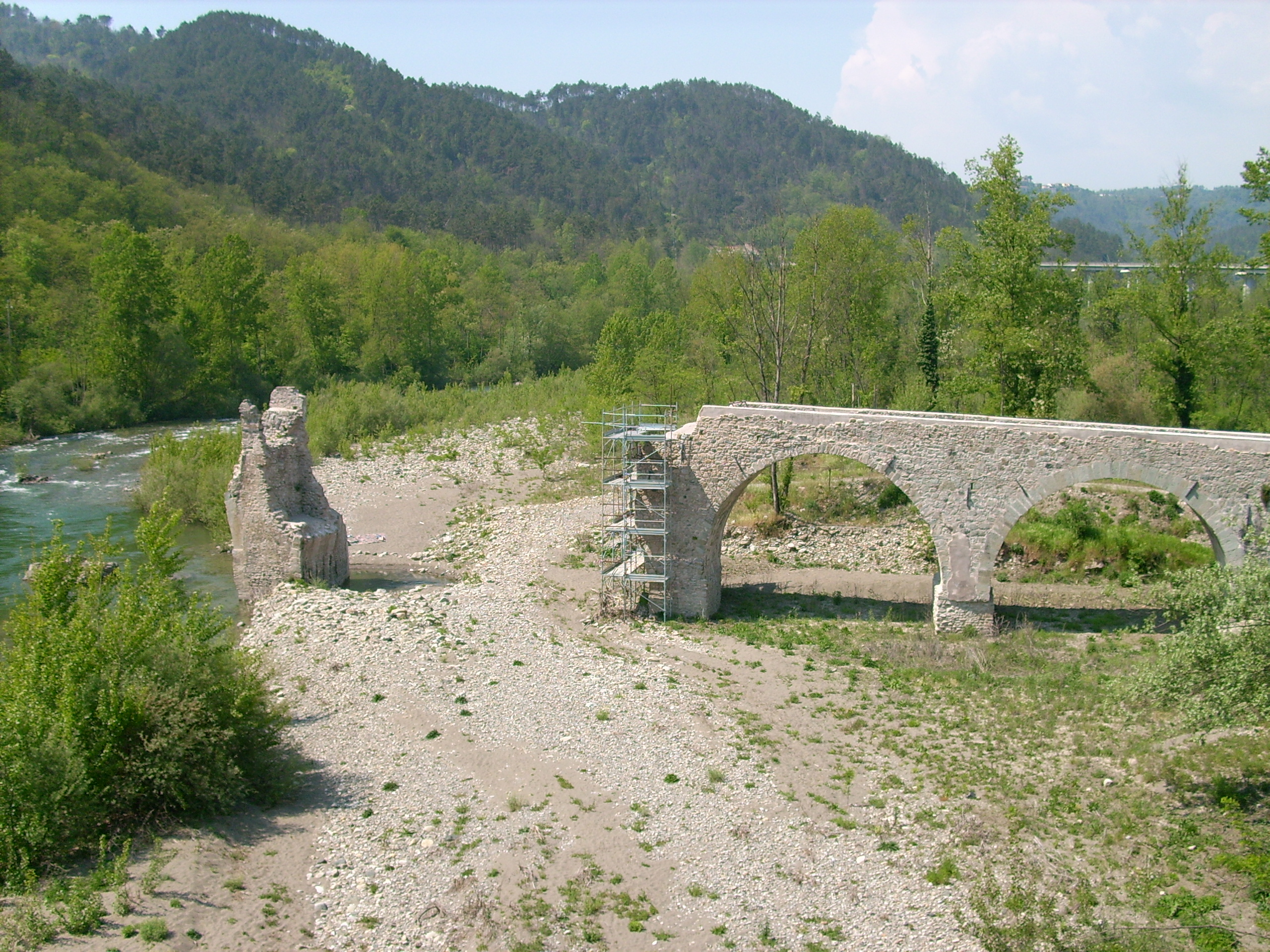
Antike Brücke (Ponte Romano) bei Brugnato

## Geographie
Das Tal der Vara ist verwaltungstechnisch in zwei Comunità Montane unterteilt, der Comunità Montana dell’Alta Val di Vara und der Comunità Montana della Media e Bassa Val di Vara. Im Einzugsgebiet des Vara liegen 15 Gemeinden: Beverino, Bolano, Borghetto di Vara, Brugnato, Calice al Cornoviglio, Carro, Carrodano, Follo, Maissana, Pignone, Riccò del Golfo di Spezia, Rocchetta di Vara, Sesta Godano, Varese Ligure und Zignago.

## Geschichte
Nach dem Vara wurde ein Bataillon der Partisanenkolonne Giustizia e Libertà benannt, welches zwischen 1944 und 1945 im Tal und den umliegenden Bergen der deutschen Wehrmacht Widerstand leistete.
Der Fluss wurde zu mehreren Zeitpunkten Schauplatz erbitterter Kämpfe zwischen lokal operierenden Partisanengruppen und faschistischen und später auch deutschen Militäreinheiten.

## Sehenswürdigkeiten
- Ponte Romano, auch Ponte Romanico genannt, antike Brücke bei Brugnato an der mittelalterlichen Verbindungsstraße von Pontremoli nach Sestri Levante. Die Brücke ist wahrscheinlich römischen Ursprungs, das älteste Dokument über die Brücke entstammt dem Jahr 1660, als die Brücken nach Hochwasser repariert werden musste.[1]